# Pontiac Standard
Pontiac Standard – samochód osobowy produkowany pod amerykańską marką Pontiac w latach 1935–1936.
Samochód oferowany był w dwóch seriach modelowych, jako Standard Series oraz Master Series.

## Dane techniczne
- Pojemność: 3,4 litra
- Cylindry: 4
- Typ silnika: dolnozaworowy
- Napęd: tylny